# Луїш
Луї́ш (порт. Luís, МФА: [ɫu.ˈiʃ]) — португальське чоловіче особове ім'я. Походить від французького імені Луї (фр. Louis, лат. Clovis), зміненого франкського імені Хлодвік (франк. Hlōdowik, «славний воїн»). Інші форми — Людвіг (у німецькомовних країнах), Луїс (в іспаномовних країнах), Людовік або Луї (у франкомовних країнах). У Бразилії використовується старопортугальський варіант Луїс (ст.-порт. Luiz).

## Особи
- Луїш — король Португалії (1861—1889).

### Луїш Португальський
- Луїш — король Португалії (1861—1889).
- Луїш — герцог Безький (1506—1555).